# Эриванский
О графе Эриванском см. Паскевич, Иван Фёдорович
Эрива́нский — хутор в Абинском районе Краснодарского края России.
Входит в состав Светлогорского сельского поселения.

## География
Хутор находится в южной части Приазово-Кубанской равнины в долине реки Бугундырь (Бугундырское ущелье), на расстоянии 6 км к юго-востоку от города Абинск, административного центра района.

## История
К 1936 году на хуторе был образован колхоз «Красный Бугундырь», в который вступили 30 бедняцких и 7 середняцких хозяйств.

## Население
| 2002 | 2010 |
| ---- | ---- |
| 435  | ↘420 |

## Улицы
- ул. Верхняя,
- ул. Горная,
- ул. Новая,
- пер. Речной,
- пер. Солнечный[6].